# المپیک تابستانی جوانان ۲۰۱۴
بازی‌های المپیک تابستانی جوانان ۲۰۱۴ با نام رسمی دومین بازی‌های المپیک تابستانی جوانان دومین بازی‌های المپیک جوانان است که یکی از رویدادهای مهم چند ورزشی و جشن‌های فرهنگی است و مانند بازی‌های المپیک تابستانی از ۱۶ تا ۲۸ اوت ۲۰۱۴ برگزار خواهد شد.
بعد از رای‌گیری ۱۰ فوریه سال ۲۰۱۰ در شهر ونکوور کانادا اعضای کمیته بین‌المللی المپیک تصمیم گرفتند که این بازی‌ها در شهر نانجینگ جمهوری خلق چین برگزار گردند.